# Veck (sömnad)
Ett veck kallas den nya kant eller den fåra som uppstår då ett tyg viks, exempelvis pressveck. Motveck är två lagda veck vars öppningar möts; används ofta som nersydda veck på kjolar eller som små insnitt vid midjelinningen.